# Symphytognatha brasiliana
Espèce
Symphytognatha brasiliana est une espèce d'araignées aranéomorphes de la famille des Symphytognathidae.

## Distribution
Cette espèce est endémique du Pará au Brésil,.

## Étymologie
Son nom d'espèce lui a été donné en référence au lieu de sa découverte, le Brésil.

## Publication originale
- Balogh & Loksa, 1968 : The scientific results of the Hungarian soil zoological expeditions to South America. 7. Arachnoidea. Description of Brasilian spiders of the family Symphytognathidae. Acta zoologica Academiae Scientiarum Hungaricae, vol. 14, p. 287-294.